# Marianne Wikdal
Marianne Wikdal (* 17. März 1965) ist eine norwegische Badmintonspielerin. 

## Karriere
Marianne Wikdal wurde 1983 erstmals norwegische Meisterin, wobei sie sowohl im Mixed als auch im Damendoppel erfolgreich war. Zwölf weitere Titelgewinne folgten bis 1990. 1989 nahm sie an den Badminton-Weltmeisterschaften teil.

## Sportliche Erfolge
| Saison | Veranstaltung                                | Disziplin   | Platz | Name                                         |
| ------ | -------------------------------------------- | ----------- | ----- | -------------------------------------------- |
| 1978   | Norwegische Meisterschaft U14                | Dameneinzel | 1     | Marianne Wikdal, Fjellhamar BK               |
| 1979   | Norwegische Meisterschaft U16                | Mixed       | 1     | Thore Næss / Marianne Wikdal, Fjellhamar BK  |
| 1979   | Norwegische Meisterschaft U16                | Dameneinzel | 1     | Marianne Wikdal, Fjellhamar BK               |
| 1979   | Norwegische Meisterschaft U16                | Damendoppel | 1     | Marianne Wikdal / Line Westby, Fjellhamar BK |
| 1980   | Norwegische Meisterschaft U16                | Dameneinzel | 1     | Marianne Wikdal, Fjellhamar BK               |
| 1980   | Norwegische Meisterschaft U16                | Damendoppel | 1     | Marianne Wikdal / Line Westby, Fjellhamar BK |
| 1980   | Norwegen: Einzelmeisterschaften der Junioren | Mixed       | 1     | Even R. Arnesen / Marianne Wikdal            |
| 1980   | Norwegen: Einzelmeisterschaften der Junioren | Damendoppel | 1     | Line Westby / Marianne Wikdal                |
| 1981   | Norwegen: Einzelmeisterschaften der Junioren | Mixed       | 1     | Thore Næss / Marianne Wikdal                 |
| 1981   | Norwegen: Einzelmeisterschaften der Junioren | Dameneinzel | 1     | Marianne Wikdal                              |
| 1981   | Norwegen: Einzelmeisterschaften der Junioren | Damendoppel | 1     | Line Westby / Marianne Wikdal                |
| 1982   | Norwegen: Einzelmeisterschaften der Junioren | Mixed       | 1     | Thore Næss / Marianne Wikdal                 |
| 1982   | Norwegen: Einzelmeisterschaften der Junioren | Dameneinzel | 1     | Marianne Wikdal                              |
| 1983   | Norwegen: Einzelmeisterschaften der Junioren | Mixed       | 1     | Thore Næss / Marianne Wikdal                 |
| 1983   | Norwegen: Einzelmeisterschaften der Junioren | Dameneinzel | 1     | Marianne Wikdal                              |
| 1983   | Norwegen: Einzelmeisterschaften              | Mixed       | 1     | Geir Dahl / Marianne Wikdal                  |
| 1983   | Norwegen: Einzelmeisterschaften              | Damendoppel | 1     | Kjersti Torp / Marianne Wikdal               |
| 1986   | Norwegen: Einzelmeisterschaften              | Dameneinzel | 1     | Marianne Wikdal                              |
| 1986   | Norwegen: Einzelmeisterschaften              | Mixed       | 1     | Thore Næss / Marianne Wikdal                 |
| 1986   | Norwegen: Einzelmeisterschaften              | Damendoppel | 1     | Gry Kirsti Solberg / Marianne Wikdal         |
| 1987   | Norwegen: Einzelmeisterschaften              | Mixed       | 1     | Thore Næss / Marianne Wikdal                 |
| 1987   | Norwegen: Einzelmeisterschaften              | Dameneinzel | 1     | Marianne Wikdal                              |
| 1988   | Norwegen: Einzelmeisterschaften              | Mixed       | 1     | Thore Næss / Marianne Wikdal                 |
| 1988   | Norwegen: Einzelmeisterschaften              | Dameneinzel | 1     | Marianne Wikdal                              |
| 1988   | Norwegen: Einzelmeisterschaften              | Damendoppel | 1     | Marianne Wikdal / Gry Kirsti Solberg         |
| 1989   | Norwegen: Einzelmeisterschaften              | Mixed       | 1     | Thore Næss / Marianne Wikdal                 |
| 1989   | Norwegen: Einzelmeisterschaften              | Damendoppel | 1     | Marianne Wikdal / Gry Kirsti Solberg         |
| 1989   | Weltmeisterschaft                            | Damendoppel | 33    | Marianne Wikdal / Ellen Berg                 |
| 1990   | Norwegen: Einzelmeisterschaften              | Mixed       | 1     | Thore Næss / Marianne Wikdal                 |
| 1990   | Norwegen: Einzelmeisterschaften              | Damendoppel | 1     | Marianne Wikdal / Gry Kirsti Solberg         |